# Стрельба в школе «Campus Risbergska»
Стрельба в школе «Campus Risbergska» произошла 4 февраля 2025 года в городе Эребру, Швеция. В учебном заведении для взрослых  были слышны выстрелы, через 20 минут на месте происшествия работали оперативные службы. Было убито 10 человек и ранено 15, нападавший покончил с собой. Это самое крупное массовое убийство в истории страны.

## Стрельба
| Гражданство          | Смерти |
| -------------------- | ------ |
| Швеция               | 2      |
| Сирия                | 2      |
| Афганистан           | 1      |
| Босния и Герцеговина | 1      |
| Эритрея              | 1      |
| Иран                 | 1      |
| Ирак                 | 1      |
| Сомали               | 1      |
| Всего                | 10     |

Преступник прибыл в Campus Risbergska примерно за полтора часа до нападения на автобусе. Его видели возле входа в школу в 10:59 утра, но его точные передвижения внутри здания остаются неизвестными.
Правоохранительные органы были вызваны около 12:33 по местному времени и прибыли через шесть минут. Два учителя школы рассказали Dagens Nyheter, что слышали выстрелы из коридора, затем тишину на полчаса, а затем ещё выстрелы. За время нападения преступник произвёл 70 выстрелов. После стрельбы в школу было направлено около 120 полицейских.
По словам полиции, во время обыска на территории школы всё ещё раздавались выстрелы. Полиция не встретила и не увидела стрелка живым, позже он был найден мёртвым через час после первоначального сообщения.
Шведское полицейское управление заявило, что предполагаемый преступник действовал в одиночку. Начальник местной полиции заявил, что стрелок покончил с собой. Радиостанция Шведское радио, ссылаясь на результаты полицейского расследования, сообщила, что при стрельбе использовалось автоматическое огнестрельное оружие. Рядом с телом нападавшего были найдены три единицы огнестрельного оружия, десять пустых магазинов, 100 патронов и большое количество неиспользованных боеприпасов. Полиция подтвердила, что он использовал три дымовые гранаты во время нападения. Aftonbladet сообщала, что оружие было доставлено в школу в чехле для гитары и в двух сумках, а стрелок перед преступлением переоделся в военную одежду в одном из школьных туалетов.
11 человек, включая самого преступника, погибли в результате инцидента.
Учащиеся закрылись в кабинетах и спрятались под партами. Один из учителей пытался защитить учеников от опасности, но умер от пуль нападавшего.

## Расследование
После окончания стрельбы оперативные службы нашли труп ещё одного человека. Им оказался 35-летний мужчина Рикард Андерсон. Сам Рикард был безработным, отдалился от семьи, в обществе его всегда считали изгоем. Оружие он пронёс в чехле от гитары, и непосредственно приготовился в туалете. Его тело нашли в коридоре среди других трупов, с пулевым ранением в голове.
Позже полиция обыскала квартиру стрелка. По словам соседей, он был замкнутым человеком и часто носил охотничий камуфляж. Правоохранители при обыске выяснили, что он не связан с радикальными группировками. По мнению полиции, мужчина действовал в одиночку.
В полиции заявили, что преступник не числился в розыске до инцидента, ничто не указывает на его причастность к организованной преступности. Мотивы стрелка пока неизвестны.
В связи с произошедшим было возбуждено уголовное дело по статьям «покушение на убийство», «поджог», и «тяжкое преступление с применением оружия».

## Нападавший

Фотография Андерссона, идущего к кампусу Рисбергска

На следующий день после стрельбы было установлено, что нападавшим являлся 35-летний Рикард Андерссон (швед. Rickard Andersson; род. 10 августа 1989 года). Андерссон жил в Эребру и был зачислен в Кампус Рисбергска в 2013 и 2019 годах, но оставил последний курс в 2021 году. Его дом был забаррикадирован во время полицейского рейда. Перед стрельбой Андерссон приобрёл большое количество боеприпасов и дымовых гранат. Телеканал TV4 сообщил, что у него была лицензия на огнестрельное оружие и он не имел судимостей. Также сообщалось, что он вёл отшельнический образ жизни с 2016 года и был безработным. На данный момент полиция не установила мотив нападения, но заявила, что всё указывает на то, что у стрелка «не было идеологических мотивов».

## Реакция

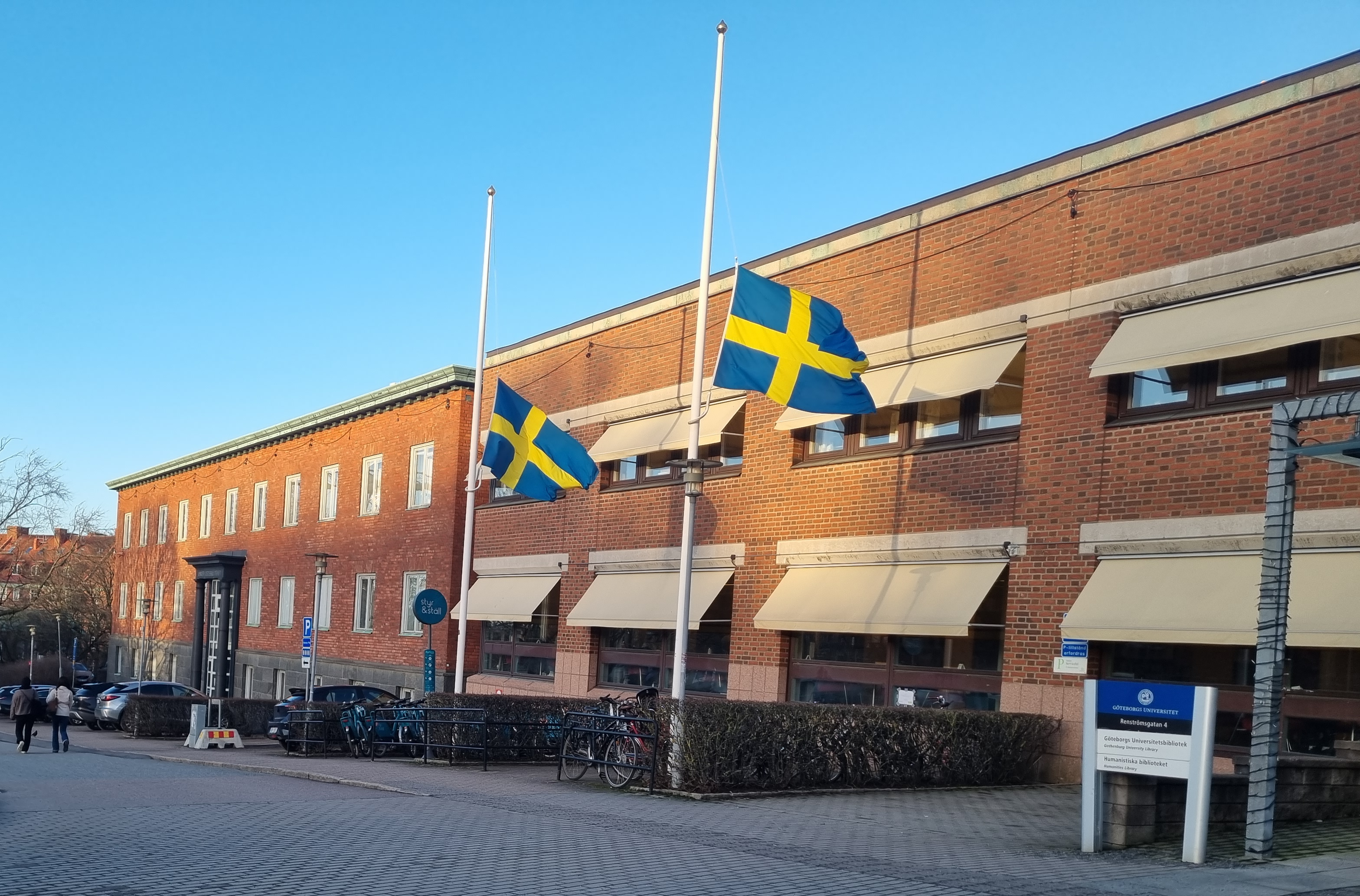
В Гётеборге приспущены флаги на следующий день после стрельбы

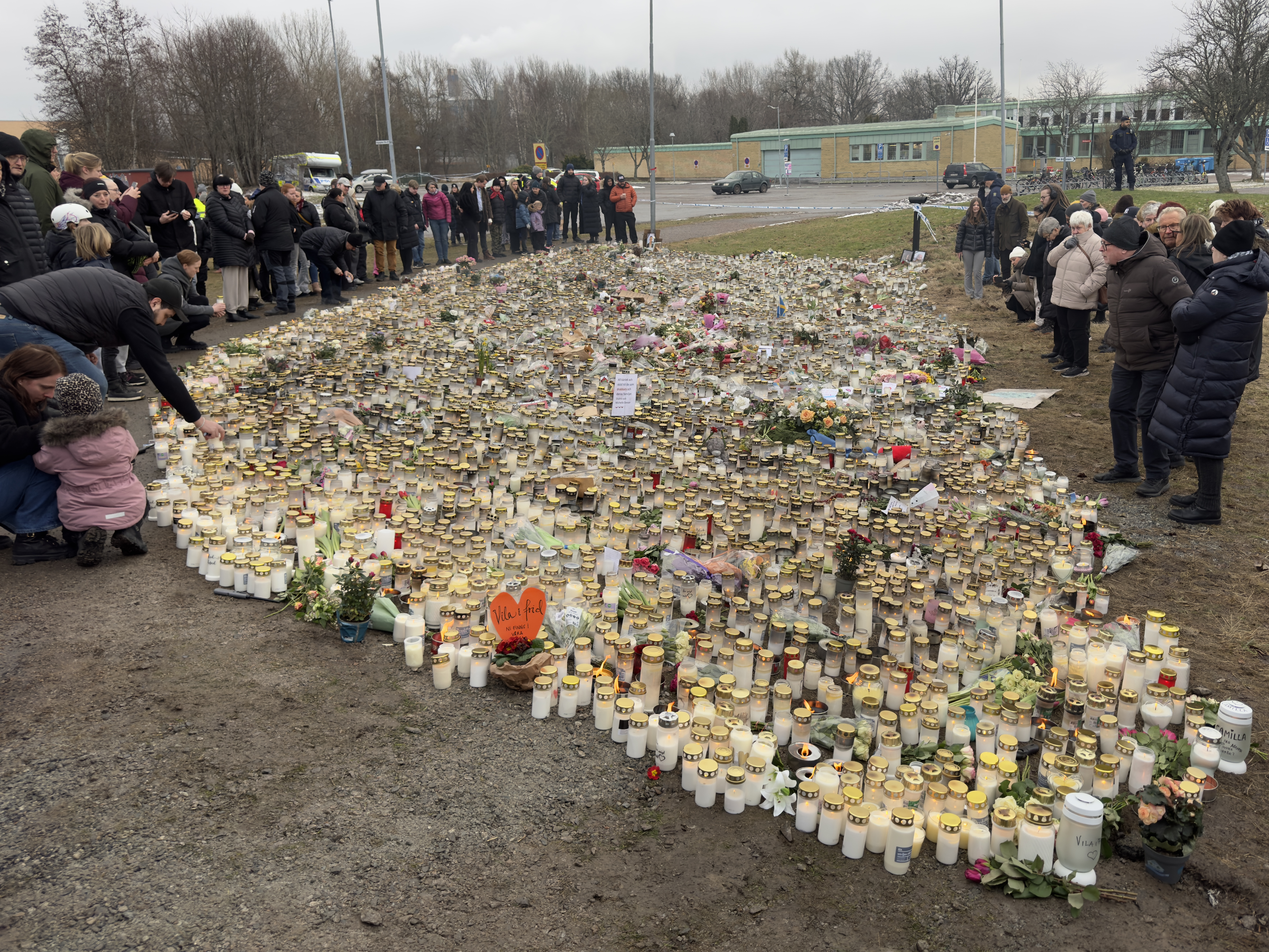
Стихийный мемориал, 5 дней после стрельбы

### Международная
- Дания: Король Фредерик X опубликовал заявление, в котором сказал, что он «глубоко потрясён и тронут» произошедшей стрельбой, и выразил «тёплые мысли и глубокие соболезнования» королю Карлу XVI Густаву и шведскому народу. Министерство юстиции объявило, что 5 и 6 февраля, дни рождения королевы Мэри и принцессы Мари, не будут отмечаться как дни поднятия флагов в знак уважения к жертвам стрельбы[40].

- Европейский союз: Президент Европейской комиссии Урсула фон дер Ляйен в посте на X назвала произошедшее «по-настоящему ужасающим», добавив «мы поддерживаем народ Швеции», и пожелала жертвам «сил и скорейшего выздоровления»[41].

- Норвегия: Премьер-министр Йонас Гар Стёре назвал новость «очень драматичной и болезненной», добавив, что его тёплые мысли с теми, кого затронула и потрясла трагедия в Эребру[42].

### Местная
- Швеция: Премьер-министр Ульф Кристерссон заявил: «Сегодня мы стали свидетелями жестокого, смертельного насилия над совершенно невинными людьми. Это самая страшная массовая стрельба в истории Швеции»[43].